# Alviks Idrottsklubb
O Alviks Idrottsforening, ou simplesmente Alviks IK, é um clube de futebol da Suécia fundado em 5 de fevereiro de 1934. Sua sede fica localizada em Alvik.